# Ынтымак (Сузакский район)
Ынтымак (кирг. Ынтымак) — село в Сузакском районе Джалал-Абадской области Кыргызстана. Входит в состав Таш-Булакского айылного аймака.

## География
Село расположено в юго-восточной части области, на левом берегу реки Кёгарт, на расстоянии приблизительно 7 километров (по прямой) к северо-востоку от села Сузак, административного центра района.

## История
Населённый пункт получил статус села 15 марта 2021 года.

## Население
Согласно оценочным данным Национального статистического комитета Кыргызской Республики, численность населения села на начало 2023 года составляла 3396 человек.